# 망마경기장 보조경기장
망마경기장 보조경기장(望馬競技場補助競技場, Mangma Auxiliary Stadium)은 대한민국 전라남도 여수시에 있는 스포츠 시설이다. 천연잔디 필드와 우레탄 트랙이 갖춰진 경기장이며, 2008년에 준공되었다.

## 참고 문헌
- “망마경기장”. 여수시청.
- 〈망마경기장〉. 《한국향토문화전자대전》. 한국학중앙연구원. 2021년 1월 10일에 원본 문서에서 보존된 문서. 2021년 1월 8일에 확인함.
- 〈망마경기장〉. 《두피디아》. 두산.
- 《2019년 전국 공공체육시설 현황 (2018년말 기준)》. 대한민국 문화체육관광부. 2020.
- 《2023 전국 공공체육시설 현황 (2022년 12월말 기준)》. 대한민국 문화체육관광부. 2024.

## 같이 보기
- 망마경기장